# Constant Tastevin
Padre Constant Tastevin (Bretanha, França, 1880 – 1962) foi um etnólogo, antropólogo e missionário francês.

## Educação
Em 1903, Constant Tastevin obteve seu doutorado em Filosofia na Universidade Gregoriana em Roma.
De 1905 a 1926, foi missionário da Congregação do Espírito Santo, da Prefeitura Apostólica de Tefé, em Tefé (AM).

## Publicações
- Tastevin, Constant. 1915/16. La Maison cabocle (Amazonas, Brésil). Anthropos, d. 10/11, H. 3./4. (May - Aug., 1915/1916), pp. 553-561.
- Rivet, Paul; Tastevin, Constant (1919-1924). Les langues du Purús, du Juruá et des régions limitrophes (1). Le groupe arawak pré-andin. Anthropos 14-15 (1919-1920): 857-890; 16-17 (1921-1922): 298-325, 819-828; 18-19 (1923-1924): 104-113. Friburgo.
- Rivet, Paul; Tastevin, Constant (1921). Les tribus indiennes des bassins du Purús, du Juruá et des régions limitrophes. La Géographie 35: 449-482. Paris. (em francês)
- TASTEVIN, Constant. Vocabulário Tupi-português. Revista do Museu Paulista, tomo XIII, 1923.
- Tastevin, Constant (1924). «Les études ethnographiques et linguistiques du P. Tastevin en Amazonie.». Journal de la Société des Américanistes. 16 (1).
- Rivet, P. & Kok, P. & Tastevin, C. 1925. Nouvelle contribution a l’étude de la langue Makú, in: International Journal of American Linguistics, v.3: 135‐19.
- TASTEVIN, Constant. The middle Amazon: Its People and Geography: Eleven Articles by Constant Tastevin. Translated by the Strategic Index of the Americas. Washington: Office of Emergency Management, 1943. (em inglês)

## Manuscritos
Alguns manuscritos de Constant Tastevin nos arquivos do professor Paul Rivet, Paris:
- Tastevin, Constant (1920a). Dialecte Kayuixana ou Nollahína.
- Tastevin, Constant (1920b). Dialecte Marawa (Caapiranga).
- TASTEVIN, Constant. s.d. Curetú.
- TASTEVIN, Constant. 1920. Witót, Karihona, Tanimbuka, Kueretú, Kokámu.
- TASTEVIN, Constant. 1921. Jucuna, Durina ou Soko, Tukuna.